# 필립의 야망
《필립의 야망》(Mort D'Un Pourri, Death Of A Corrupt Man, 개봉명: 체이사, 방영명: 알랭 들롱의 비밀 수첩)은 프랑스에서 제작된 조지 로트너 감독의 1977년 범죄, 드라마, 스릴러 영화이다. 알랭 들롱 등이 주연으로 출연하였고 알랭 들롱 등이 제작에 참여하였다. 이 영화는 Raf Vallet의 소설에 기반을 둔다.

## 출연

### 주연
- 알랭 들롱
- 오르넬라 무티

### 조연
- 스테판 오드랑
- 클라우스 킨스키
- 미레일 다르크
- 모리스 로네
- 마이클 오몽
- 장 부이스
- 줄리안 귀오마르
- 다니엘 세칼디
- 프랑수아 쇼메트

## 기타
- 프로듀서: 헨리 자킬라드

## 우리말 녹음
KBS 성우진 (1988년 1월 16일)
- 김세한 - 자브 (알랭 들롱)
- 신세인
- 이강룡
- 박상일
- 김태연
- 문옥현
- 탁원제
- 김규식
- 한상덕
- 송연희
- 고선형
- 김새영
- 김성희
- 성병숙
- 이종구
- 이호인

## 음악

### 곡 목록
1. "Paris, 5 H Du Matin" - 2:38
2. "Souvenirs" - 2:05
3. "Valérie" - 1:35
4. "Les Camions" - 1:30
5. "L'Attente" - 1:17
6. "Getz O Mania" - 3:07
7. "Mort d'un Pourri" - 5:30
8. "Montparnasse" - 3:37
9. "Cafeteria" - 1:23
10. "Les Aveux" - 1:08
11. "Rocquencourt" - 1:50
12. "Tout est Tranquille" - 1:50